# Избиште
Избиште је насеље у граду Вршац, у Јужнобанатском округу, у Србији. Према попису из 2022. било је 1324 становника.

## Историја
Најстарији сачувани писани документ у коме се помиње насељено место Избиште датира из 1660. године, а онда следи помен из 1666. године. У оба случаја то је ручно писани споменар Српске православне цркве тј. свештеника, који води евиденцију о прилозима домаћинстава Пећкој патријаршији. Споменар или катастих, како се то тада звало, садржи листу финансијских и робних прилога, који су по некој обавези или добровољно, дати Пећкој патријаршији. Овај документ чува се у библиотеци Српске патријаршије.

### Предања о насељу
Селиште је, као и сва насеља, крај воде. Најпре се 13 фамилија населило на јужној страни, одмах до садашњег Избишта, на коме је најпре било старо Избиште, мало село са земуницама ту су сељаци одавно цигле правили; те су многи трагови ранијег насеља уништени. Недалеко је сада циглана, где су налазили преисторијске гробове, са усправно сахрањеним мртвацима, и урне. Не зна нико које су фамилије биле на Селишту и прешле овамо. Знају да је на данашњем месту био онај ред домова као што је у најстаријем домовном протоколу забележено.
Предања избиштанских родова показују да су се једни од њих доселили „из Србије”, дакле свакако из северне Србије, једни изриком помињу Смедерево, а други из јужне Србије, свакако недалеко од овчег поља, и тако су се измешали и једни и други. Село има пет „сокака”, али ови немају утврђена имена, него их народ назива по фамилијама, те сваки сокак има по више назива, како која фамилија хоће себе да истакне. Школа је била преко пута „чело цркве”, од набијача, а темељ од цигала.
Старине — У крају дубоки пут постоји у виноградима крст од камена који је подигла фамилија Милутиновић „града ради” (да их не туче град), а исто тако, због завета од града, петком се није брдо никад орало. Код цркве су сахрањивали попове и официре, а остале у старом гробљу, које је било накрај села, све до 1884. rодине, када је напуштено, а затим уништено и крстови развучени. Било је све по фамилијама издељено. Црква је од почетка била на данашњем месту, само је старија од ове била мала. Како је била мала и слаба, звона су била посебно обешена „на дрва”. И она је била посвећена Св. архангелу Михаилу, као и ова сад. Нова је била довршена 1814 године. Учитељ Крачун преко од цркве нашао је на дубини од 2 метра пећ од прућа, исплетену и олепљену као што су се у старо доба правиле пећи. На минеју месеца фебруара, на првим листовима, запис из 1795. године: да је то књига храма „села Избиште”, а потписан као администратор Арсеније Петровић, „парох Моравице” (сада немачког села). Исти Арсеније Петровић, „парох моравички”, потписан је и на свим осталим минејима. На минеју месеца јуна записан је паpox Трифун Иланић, 1806. године. У минеју за август записана је да су се лила звона у Загајици 23. јула 1799. године, а по запису на крајњим корицама, ново гробље је освештено 1886. године.
Топоними — Врбара (ораница), а један део од Шицарница (ту је било спремиште за време Границе); Уљманско воће (било некад воће, сад оранице) и у њој Водица (где се лече болесници) и Доње ливаде (има мала ливада, а остало је мочвара); Сирково (оранице и ливаде); Вршачки пут (оранице до Доњих ливада); Потпорањски пут (њиве); Иза циглана (ораница); Загајички пут (њиве); Селиште (оранице) и у њему Велики пут (за Мраморак); Код брешча (оранице, била два бреста); Горње ливаде (оранице); Виногради (виногради) и у њима Дубоки пут, Мраморачки пут и Бели пут (први води на гребеначке њиве, а трећи за Шушару); до Бела пута је Земља бандашка (ораница, уживала је војна банда компанијска); Уљмански виногради (виногради); Николичански виногради (виногради); Утрине (општински пашњак са три бунара) и у њима буџак или Павла Попова уга и Бабин буџак код села; Старе и Нове ледине (општинска земља, оранице); Дубока долина (ораница); Велика долина (ораница); Код Чабровљевог бунара (бунар) и у њој делови: Чело ледине, до Уљмана (ту се граничи с уљманским атаром) и Суве њиве; Иза детелине (била детелина за време Границе) или Чело детелине или Иза чергара (сад ораница) и у њој Иза дударе.

### Тамишки Банат — насељавање јужног Баната
После протеривања Турака из Баната 1716-1718. године, граница се померила на Дунав и ослобођена територија Баната је припојена Аустрији као посебна крунска област. Дугогодишњи ратови оставили су тешке последице и дубоке трагове. Земља је била опустошена и запарложена. Огромна пространства су прикривале непроходне мочваре, а епидемије маларије, куге, колере и трбушног тифуса су дубоко косиле становништво. Већи део народа се разбежао и одбегао и само је мало староседелаца Срба и Румуна остало. За велику вредност овог земљишта знао је принц Еуген Савојски, победник у многим биткама и “цар на бојним пољима“. Осим што је био војник, он је био изузетно мудар државник, дипломата и саветник три цара, Леополда I, Јозефа I и Карла VI. Остале су за памћење његове речи упућене цару Леополду I. “Ја ћу вам говорити о једној земљи коју ви не познајете, о којој нисте чули. Ја сам ту земљу видео, ја сам по њеној масној, тешкој црној земљи јахао, ја сам тамо своје битке водио и волео бих да могу кроз њу да јашем као њен господар. У тој земљи не лежи само хлеб за много хиљада људи, у тој земљи је и рад за много незапослених руку. Та земља чека на нас, Вас Ваше величанство! Ви имате у царству много људи који су гладни и жељни земље, поклоните ту земљу њима. Поклоните им и створите им ново царство, не са мачем како се стварају царства него са ашовима и плуговима!”.

### Гроф Флоримунд Мерси
Због запуштености банатске покрајине, бечки ратни савет и дворска комора са гувернером Баната, генералом Клаудије Мерсијем, били су принуђени да израде план уређења Баната. Основне одреднице су биле – војна и политичка управа и брзи привредни препород Баната. Гроф Коловрат је рекао: “Двор неће губити време, ни прилику да Банат доведе у стање процвата”.
Гроф Мерси је добро знао да до брзог привредног препорода Баната може доћи само масовном и организованом колонизацијом Немаца, који су били добре занатлије и уз то су били одани бечком двору. Немци су колонизовани највише из јужних немачких покрајина. Они су у Банат стизали Дунавом на малим, дрвеним лађама званим “улмске кутије”. Пут од Улма до Панчева, дуг 1500 km, трајао је око два месеца и био веома напоран, јер је у свакој лађи било 150 – 200 људи.
Први колонисти су дошли у Банат већ 1718. год. Убрзо Банат постао обећана земља сиромасима широм Европе. Држава је под привилегованим условима насељавала Немце занатлије, који су били први десет година ослобођени свих пореза. Осталим насељеницима је био обезбеђен превоз, бесплатан плац и материјал за изградњу куће, оруђе за обраду земље и вишегодишње повластице. Бечка комора је, желећи да од Баната створи златни рудник, осим Немаца насељавала и друге народе, Италијане и Шпанце који су били носиоци потпуно нове привредне гране на овим просторима – свиларства. Италијани су, осим производње свиле развили веома успешно и производњу пиринча. Из других крајева аустријске царевине и Европе, досељавали су се у Банат и други народи: Чеси. Словаци, Румуни, Срби, Мађари, Бугари, Јермени и Цинцари. Разлози њиховог насељавања су били економске природе, рађени са циљем да се у Банату покрене заостала привреда. Носиоци привредног развоја су ипак били Немци, који су са собом из западне Европе донели најсавременија оруђа за индустрију и земљорадњу.

### Сесија
Владавина Марије Терезије, позната у историји као “Терезијина епоха”, била је дуга пуних четрдесет година и запамћена је по дубоким и коренитим реформама. Статус банатских кметова је регулисао урбар Марије Терезије из 1767. год, по коме је регулисан статус положника. Одређене су дужности и обавезе и величина поседа кметова. По феудалним законима апсолутистичке државе, владар је био искључиви власник земље, а кметови су били само плодоуживаоци, који су од државе узимали у закуп једну сесију земље, која је износила 24 кј. Ораница 6 кј ливада 3 кј пашњака и 1 кј окућнице, на којој су плаћали порез општинским и коморским службеницима
"Први службени попис становништва на територији данашње Војводине из 1880. показује њену шаролику етничку структуру. Од 1,2 милиона грађана, 35,5% били су Срби, 24,4% Немци, 22,6% Мађари, 6,2% Хрвати, 13,5% Словаци и 17,5% Румуни. Етничке скупине различитог порекла, верске и језичке припадности нашле су се, стицајем околности, у заједници. Међусобни утицаји били су врло јаки, што је довело до сличног начина живота, иако чврсто културно и политичко заједништво никад није остварено“.

### Избиште
Избиште се први пут помиње 1713. године са 23 дома.
Године 1716. припојено је вршачком диктриту темишварском Тамишког Баната. Године 1717. пописано је 20 домова, а 1722. године намеравали су Избиштани да се преселе у Уљму, због оскудице у води. Већ 1749. године било је 60 домова. Аустријски царски ревизор Ерлер је 1774. године констатовао да место има милитарски статус, а припада Вршачком округу и дистрикту. Становништво је претежно српско. Године 1774. Избиште је припојено илирској, а 1775. године влашко-илирској регименти. Када је последња регимента организована, избиштанска компанија, којој је припадало пет села, бројала је 968 способних војника и 206 полуинвалида.
Године 1777, отпочиње вођење црквених матрикула. После тога Избиште је добило ерарну немачку тривијалну (просту) школу.
Године 1782, пописано је 998 становника. По једнима је садашња црква сазидана 1807, а по другима 1823. године.
Године 1838, припојено је Избиште, општина и компанија, српском батаљону, а 1845. српској регименти.
Године 1846, било је 1516 православних становника са једним свештеником.
Када је 28. априла 1849. напустила Вршац, српска војска се повукла у Избиште.
Године 1854, пописано је 1778 душа. Избиштанској компанији припадала су села: Избиште, Уљма, Загајица и Парта, са укупно 5647 становника.
Године 1873. ушло је Избиште у састав Тамишког комитета. Исте године укинута је приватна школа.
Године 1894. припојена је виноградарска колонија Шушара (нем. Сандорф) (мађ.Fejertelep) општини Избишту. Раст становништва износио је: 1869. (1932), 1880. (2108), 1890. (2414), 1900. (2613+302), 1910. (2776+946).
Године 1905. Избиште је велика општина у Белоцркванском срезу. Ту живи 2613 становника у 550 домова, већином Срби. Има их 2387 православних душа (или 91%) са 509 кућа. Од јавних здања помињу се српска православна црква и четири комуналне школе. Везу са светом имају преко поште и телефона.
На почетку светског рата (1914) било је интернирано 5 становника (1 свештеник, 1 студент филозофије, 1 трговац и 2 економа). На крају рата, 8. новембра 1918, српска војска заузела је Избиште, које је припојено торонталско-тамишкој жупанији.
Дана 31. јануара 1921. пописано је 3669 душа, од којих је било Срба 2571, Чехословака 59, Словена 8, Румуна 42, Немаца 589, Мађара 400, осталих 7. Подаци су се односили збирно на Шушару и Избиште. Односно, Шушара је бројала 1044, а Избиште 2625 становника.
У то време, схватајући важност задругарства и просвете, два добротвора мештана, завештали су своју имовину. Арса Ђурић је 1922. године завештао 50 катастарских јутара (кј) оранице земљорадничкој задрузи, а 1914. год. Ђура Крачун три куће и 30 кј ораница читаоници. Сем читаонице и земљорадничке задруге Избиште има и певачко друштво. Све ове културно-просветне установе спадају међу најстарије које су у овом крају основане.
Дана 1. августа 1927. одвојена је Шушара од Избишта, и постала засебна општина.
Дана 19. новембра исте године извршен избор новог општинског представништва.

## Културна историја и духовни живот
По државном шематизму православног клира у Угарској из 1846. године, било је у Избишту 1516 православаца. Парохија спада у Вршачки протопрезвитерат, Вршачке епархије са седиштем у Вршцу. Месно православно парохијско звање основано је и парохијске матичне књиге воде се од 1777. године. Осим матице умрлих која се бележи од 1794. године. У месту је 1846. године православни храм посвећен Св. Арханђелима, а парох је био поп Сава Бошковић, који је директор школски и катихета. Те године ради основна народна вероисповедна школа, у којој учитељ Јован Младеновић учи чак 100 ђака. Православна црква је сазидана 1807. године, и темпло је тада осликано. Има у храму две слике из српске историје: Крунисање Стефана Првовенчаног, и на другој измирење браће Стефана и Вукана Немањића. Постоји српска црквена општина, скупштина је редовна под председништвом Васе Петровог. Године 1905. парохија је друге платежне класе, парохијски дом нема, парохијска сесија износи 33 кј. земље. Свештеници су: поп Михаил Дрндарски родом из Добрице, са службом у месту тридесет година; поп Божидар Ковачевић родом из Аде, капелан, тек приспео. У месту је српско православно гробље, а црквено-општински посед износи 61 кј.
За време бурних ратних догађаја у Вршцу и околини априла 1849. године Вршчани су измолили од Главног одбора у Карловцима да им буде командант капетан Јефта Барајић, родом из Омољице. Иако велики јунак, није могао одбранити са мало народне војске град Вршац, па се повукао пред мађарском војском коју је предводио генерал Бем. Барајић је у Избишту 22. априла 1849. године нашао ново упориште, али није било предаха. Јављено му је да у близини Војводинаца Мађари нападају воденицу, која је била снабдевач брашном српске трупе и народ. Одјурио је капетан са 12 војника тамо, где се изродио сукоб током којег ће и настрадати. Погођен је из пушке у трбух, и тешко рањен пренет у Избиште, где је сутрадан, у мукама преминуо. Сахрањен је на гробљу у Избишту, а касније му је подигнут и надгробни споменик.
Избиште је током постојања Војне границе мењало припадност пуковима, да на крају било Компанија у саставу XIII Српско-банатског пука, са седиштем у Белој Цркви. Из пописа се види да број становника у том милитарском, компанијском месту лагано расте. Тако је 1847. године ту било 1516 житеља, а 1867. године - 1780. У Избишту је рођен 1864. године Душан Сперњак, професор Карловачке гимназије од 1890. године. Сперњак се школовао у Панчеву, Карловцима и Универзитету у Пешти, који је завршио са похвалним успехом. Образовао се за главни немачки, и споредни мађарски језик са књижевношћу.
По попису црквеном из 1865. године види се да у Избишту живи 1678 православних душа, Срби и Румуни нису црквено подељени, то је једна православна парохија, друге платежне класе. Била би највише, прве класе да има преко 2000 становника. Од новца добијеног након поделе имовине бивше граничарске пуковније, на предлог бележника Живе Грујића, у Избишту је основана стипендија за школовање једног сиромашног и даровитог младића из села - за учитеља, на Сомборској препарандији.
Августа 1884. године потврђена је за сталну учитељицу у Избишту, након шест година службовања у месту - Јелисавета Марјановић.
Дуг је списак Избиштана који су 1894. године дали прилог за подизање споменика митрополиту Стефану Стратимировића у Карловцима. Тако су помогли културно-национални пројекат, са укупно 20 ф.: Српска православна црквена општина избишка 10 ф., поп Михаил Дрндарски протонамесник 5 ф., а други много мање (у новчићима) - Прока Иланић учитељ, Мирко Марјановић пензионисани учитељ, Сава Попов шумар, Александар Стефанов трговац, Лазар Стефанов ћурчија и још двадесетак ратара. Следеће 1895. године у Избишту се скупља прилог за Фонд Св. Саве из којег је планирано да се гради храм на Врачару у Београду. Дали су овог пута новац: Црквена општина 5 ф. и поп Михаил Дрндарски 5 ф., по 1 ф. Милева Јовановић и Јефта Иљанић, на тасу је у цркви на други дан Духова скупљено 80 новчића, а остали приложници - њих 17 поклонише много мање, у новчићима. Иконописац Ђока Путник из Беле Цркве је насликао иконостас у српској православној цркви у Избишту. Прота Михаил Дрндарски (родом из Добрице) је 1904. године имао проблем са комуналним учитељем Васом Бранковим који га је ометао у служби, због чега је против овог покренут дисциплински поступак на нивоу Тамишке жупаније. Школа је од 1872. године комунална, општинска, има два здања, једно за забавиште а друго за школу. Учитељско тело 1905. године чине: учитељ Коста Нисторан родом из Баранде, који је ту три године, затим учитељ Васа Бранков родом из места, свих шест година са службом у родном месту, учитељ Бранко Горонић родом из Вршца, које недавно дошао и учитељица Олга Новаковић родом из Панчева, која ради у избиштанској школи три године. Те 1905. године редовну наставу похађа 285 ђака, у недељну школу иде 100 ученика, а за забавиште има 154 мале деце. Сарадник "Школског листа" из Сомбора, био је 1912. године Владимир Дакић свршени богослов из Избишта. Министар просвета Краљевине СХС поставио је својим указом септембра 1921. године учитеље у Избишту: Симеона Путника, Васу Бранковог, Бранка Горомића, Мару Лангулову - Бељин, и Јелену Бељин (из Избишта).
На општинским изборима у Избишту 1927. године следећи је резултат: радикали - 229 куглица (11 места), самосталне демократе - 282 (18) и земљорадници 61 глас (2 скупштинара). Власт су добиле демократе странке Светозара Прибићевића. Победи је изгледа допринео, прошлогодишњи велики збор демократа, на тргу у Избишту одржан марта 1926. године, на којем је наступао лично страначки лидер адвокат Прибићевић. Циглана у Избишту је 1928. године поново почела да ради. На Народном универзитету који је постојао у Избишту 1929. године, једно од предавања под називом "Смисао и значај детињства" држао је др Бранислав Крстић. Средином јануара 1930. године изгорео је у Избишту млин мештанина Живе Зрењанина, намерном паљевином током ноћи. Власник је од осигурања наплатио милион динара, мада штета је била процењена на два милиона. Августа 1930. године основано Добровољно ватрогасно друштво у Избишту, на иницијативу учитеља Петра Путника. Први чланови су постали учитељи и трговачки помоћници. На челу управе је био Тоша Искруљев општински бележник, командант чете Петар Путник учитељ и као секретар Јустин Француски подбележник. Вршачко соколско друштво је одржало августа 1930. године соколски јавни час у Избишту. У организацији свечаности у месту су највише помогли бележник Тоша Искруљев истакнути соколски радник, подбележник Француски и Жарко Зрењанин. Главни савез српских земљорадничких задруга примио је 1931. године у чланство, Избиштанску житарску задругу. Велики пожар усред лета, јула 1931. године задесио је Избиште. Ватра је избила предвече у дворишту Арсе Ђурића, па се брзо проширила на околна домаћинства. Изгорело је до темеља седам кућа са помоћним зградама, међу којим и учитеља Васе Бранкова, који је имао на тавану вагон жита.
Године 1934. одржана је Свесловенска пчеларска изложба, на којој су сребрну медаљу добили пчелари излагачи из Избишта: Сава Кораћ земљорадник, Живојин Милунов земљорадник и Петар Путник учитељ. У Избишту је 1937. године створена Задруга за електрификацију, са циљем да месту обезбеди електрично осветљење. Заједно су радили на томе виђенији људи Уљме и Избишта. Сваки члан је приложио чланарину 5 динара, плус удео од 20 динара, а остатак потребног капитала скупљен је унутрашњим зајмом, са каматом 5%. Преговарано је са инг Миодрагом Николићем из Београда, како да дођу до бесплатног пројекта електричне централе. У прво време електрична мрежа је требало да иде од жељезничке станице до Општине, а струју би давао индустријалац Јакоб Глогер из своје сушаре, док се не подигне општинска централа. Певачко друштво "Венац" из Избишта, је током августа 1938. године под вођством Ђорђа Танасковића, посетило Опленац, где су над гробом краља мученика Александра одржали помен.

### Познате личности
- Јефта Барајић, српски јунак, царски капетан, умро и сахрањен у Избишту 23. априла 1849. године, од последица рањавања за време Мађарске буне
- Жарко Зрењанин, народни херој Југославије и лидер комунистичког покрета у Војводини, рођен 1902. године. Ту је и Родна кућа Жарка Зрењанина
- Иса Јовановић, народни херој, југословенски партизан, а после рата високи политичар СФРЈ
- Анђа Ранковић (рођ. Јовановић), народни херој, југословенски партизан, погинула у НОБ-у.
- Тимотеј Поповић Тима, племић, аустријски официр, генерал.
- Занимљивости
  - Име Анђе Ранковић носила је текстилна радионица која се налазила у најстаријој зиданој кући у Београду и из које је настао чувени београдски текстилни комбинат „БЕКО“.

## Спорт
ЈУЖНОБАНАТСКА ЗОНА
Рекордна лига
- Јужнобанатска зонска лига има рекордан број екипа — чак 16. Максималан учинак.
- ФК Полет Избиште се тренутно налази у Бетон Лиги

## Демографија
У насељу Избиште живи 1345 пунолетних становника, а просечна старост становништва износи 40,2 година (38,6 код мушкараца и 41,7 код жена). У насељу има 548 домаћинстава, а просечан број чланова по домаћинству је 3,15.
Ово насеље је углавном насељено Србима (према попису из 2002. године), а у последња три пописа, примећен је пад у броју становника.
|  |

| Демографија | Демографија | Демографија |
| Година      | Становника  | Становника  |
| ----------- | ----------- | ----------- |
| 1948.       | 2.506       |             |
| 1953.       | 2.410       |             |
| 1961.       | 2.408       |             |
| 1971.       | 2.257       |             |
| 1981.       | 2.094       |             |
| 1991.       | 2.004       | 1.802       |
| 2002.       | 1.728       | 1.932       |

| Етнички састав према попису из 2002.‍ | Етнички састав према попису из 2002.‍ | Етнички састав према попису из 2002.‍ | Етнички састав према попису из 2002.‍ | Етнички састав према попису из 2002.‍ |
| ------------------------------------ | ------------------------------------ | ------------------------------------ | ------------------------------------ | ------------------------------------ |
|                                      |                                      |                                      |                                      |                                      |
| Срби                                 | Срби                                 |                                      | 1.499                                | 86,74%                               |
| Роми                                 | Роми                                 |                                      | 127                                  | 7,34%                                |
| Румуни                               | Румуни                               |                                      | 16                                   | 0,92%                                |
| Југословени                          | Југословени                          |                                      | 8                                    | 0,46%                                |
| Мађари                               | Мађари                               |                                      | 7                                    | 0,40%                                |
| Хрвати                               | Хрвати                               |                                      | 6                                    | 0,34%                                |
| Албанци                              | Албанци                              |                                      | 4                                    | 0,23%                                |
| Словаци                              | Словаци                              |                                      | 3                                    | 0,17%                                |
| Немци                                | Немци                                |                                      | 2                                    | 0,11%                                |
| Муслимани                            | Муслимани                            |                                      | 2                                    | 0,11%                                |
| Македонци                            | Македонци                            |                                      | 2                                    | 0,11%                                |
| Црногорци                            | Црногорци                            |                                      | 1                                    | 0,05%                                |
| непознато                            | непознато                            |                                      | 5                                    | 0,28%                                |

| Година пописа     | 1948. | 1953. | 1961. | 1971. | 1981. | 1991. | 2002. |
| ----------------- | ----- | ----- | ----- | ----- | ----- | ----- | ----- |
| Број домаћинстава | 614   | 627   | 671   | 669   | 643   | 627   | 548   |

| Број чланова      | 1   | 2   | 3  | 4   | 5  | 6  | 7  | 8 | 9 | 10 и више | Просек |
| ----------------- | --- | --- | -- | --- | -- | -- | -- | - | - | --------- | ------ |
| Број домаћинстава | 123 | 116 | 85 | 105 | 60 | 38 | 10 | 5 | 2 | 4         | 3,15   |

| Пол    | Укупно | Неожењен/Неудата | Ожењен/Удата | Удовац/Удовица | Разведен/Разведена | Непознато |
| ------ | ------ | ---------------- | ------------ | -------------- | ------------------ | --------- |
| Мушки  | 692    | 246              | 387          | 33             | 25                 | 1         |
| Женски | 740    | 174              | 384          | 155            | 26                 | 1         |
| УКУПНО | 1.432  | 420              | 771          | 188            | 51                 | 2         |

| Пол    | Укупно                    | Пољопривреда, лов и шумарство | Рибарство                            | Вађење руде и камена | Прерађивачка индустрија       |
| ------ | ------------------------- | ----------------------------- | ------------------------------------ | -------------------- | ----------------------------- |
| Мушки  | 410                       | 268                           | 0                                    | 1                    | 31                            |
| Женски | 207                       | 127                           | 0                                    | 0                    | 22                            |
| УКУПНО | 617                       | 395                           | 0                                    | 1                    | 53                            |
| Пол    | Производња и снабдевање   | Грађевинарство                | Трговина                             | Хотели и ресторани   | Саобраћај, складиштење и везе |
| Мушки  | 0                         | 8                             | 19                                   | 4                    | 9                             |
| Женски | 0                         | 0                             | 14                                   | 3                    | 2                             |
| УКУПНО | 0                         | 8                             | 33                                   | 7                    | 11                            |
| Пол    | Финансијско посредовање   | Некретнине                    | Државна управа и одбрана             | Образовање           | Здравствени и социјални рад   |
| Мушки  | 0                         | 5                             | 13                                   | 5                    | 5                             |
| Женски | 0                         | 0                             | 6                                    | 11                   | 9                             |
| УКУПНО | 0                         | 5                             | 19                                   | 16                   | 14                            |
| Пол    | Остале услужне активности | Приватна домаћинства          | Екстериторијалне организације и тела | Непознато            | Непознато                     |
| Мушки  | 4                         | 0                             | 0                                    | 38                   | 38                            |
| Женски | 2                         | 0                             | 0                                    | 11                   | 11                            |
| УКУПНО | 6                         | 0                             | 0                                    | 49                   | 49                            |

## Галерија слика
- Поља пшенице у атарима Избишта
- Језеро у Избишту
- Православна црква у Избишту
- Споменик природе дрворед дудова на путу Загајица Избиште
- Споменик природе дрворед дудова на путу Загајица Избиште
- Споменик природе Дрворед дудова на путу Избиште Уљма
- Споменик природе Дрворед дудова на путу Избиште Уљма
- Споменик природе Дрворед дудова на путу Избиште Уљма